# Fastighetsvetenskap
Fastighetsvetenskap är ett tvärvetenskapligt ämne vid svenska högskolor och universitet. Ämnet berör teknik, ekonomi, juridik och beteendevetenskap applicerat på fastighetsområdet. Ämnesområdet har traditionellt utgjort delar av lantmäteri.